# Доктор Бартек и смерть
«Доктор Бартек и Смерть» — советский кукольный мультипликационный фильм, поставленный на студии «Экран» в 1989 году режиссёром Марианной Новогрудской по мотивам польской народной сказки.
- Фильм первый = 10 мин. 24 сек.
- Фильм второй = 9 мин. 14 сек.

## Сюжет
Один молодой человек по имени Бартек узнаёт, что если пронести свечу через рощу, можно стать бессмертным. Оставив свою матушку, Бартек уходит в рощу со свечой. Матушке же он обещал, что вернётся доктором. Идя через рощу, он слышит, как кто-то просит о помощи. Бартек решает спасти женщину и достаёт её из воды. Спасённой женщиной оказывается сама Смерть, которая в знак благодарности решает исполнить желание своего спасителя. Им оказалось желание лечить людей.
В первый раз Бартек спасает от смерти некую женщину, чья дочь молится за её спасение от Смерти. Часть свечи, которая символизирует жизнь Бартека, тает, а сам он стареет. Во второй раз Бартек спасает свою матушку. Тем временем на город войной идет войско нечисти. Людей умирает всё больше. Скелеты тяжело ранят одного из воинов, и за него борются Бартек и Смерть. Доктор бросает вызов смерти, отказываясь уступать ей воина и выстреливая в неё из арбалета. Раздаётся удар грома, сверкает молния, бешенное вращение земного шара прекращается и сменяется нормальной скоростью, после этого пустая глазница заполняется глазом. Следуют титры, во время которых можно увидеть помолодевшего Бартека со свечой, чьё пламя не может задуть даже очень сильный ветер.

## Создатели
- Автор сценария — Сергей Макеев
- Режиссёр — Марианна Новогрудская
- Художник-постановщик — Борис Моисеев
- Операторы: Константин Инешин, Евгений Туревич
- Композитор — Игорь Ефремов
- Автор текстов песен — Александр Тимофеевский
- Диалоги — Ирина Марголина
- Звукооператор — Сергей Кель
- Мультипликаторы: Борис Савин, Павел Петров, Людмила Африна
- Куклы изготовили: В. Шафранюк, Г. Богачёв, В. Слетков, А. Гнединский, Б. Караваев, И. Дегтярёва, Л. Доронина, А. Мулюкина, Г. Круглова, Н. Пантелеева, Е. Покровская, М. Богатская, Е. Дымова, Л. Леонова
- Монтажёр — Людмила Коптева
- Редактор — Татьяна Бородина
- Директор картины — Е. Бобровская
- Роли озвучивали: Людмила Ильина, Владимир Герасимов
- Создатели приведены по титрам мультфильма.

## Оценки
Отметив талант режиссёра Марианны Новогрудской собирать команду единомышленников, писательница Марина Вишневецкая высоко оценила звучащие в фильме музыкальные темы, созданные Игорем Ефремовым.
Мультфильм вошёл в список самых страшных советских мультфильмов по версии сайта Tlum.Ru.